# Toužím
Toužím – pierwszy singel Ewy Farnej z czeskiego albumu Virtuální. Jego premiera odbyła się 15 września 2009 roku. Na 15 listopada była zapowiedziana premiera „Toužím” w języku polskim o tytule „EWAkuacja”, ale została przesunięta ze względu na wydanie edycji specjalnej albumu Cicho.

## Pozycje na listach przebojów
| Lista            | Najwyższa pozycja |
| ---------------- | ----------------- |
| Czeskie Top 50   | 2                 |
| Radio Top 100    | 14                |
| Słowackie Top 50 | 12                |
| Radio Top 100    | 35                |